# Dolgi Vrh
Dolgi Vrh – wieś w Słowenii, w gminie Slovenska Bistrica. W 2018 roku liczyła 84 mieszkańców.